# Sandro Gozi
Sandro Gozi (25 de marzo de 1968, Sogliano al Rubicone, Italia-) es un político italiano. Miembro del Partido Democrático Italiano y luego de Italia Viva, fue Secretario de Estado del Presidente del Consejo de Ministros, a cargo de Asuntos Europeos, de 2014 a 2018. Fue elegido Presidente de la Unión de Federalistas Europeos en 2018.
Tras ingresar a la política francesa, fue elegido en 2019 eurodiputado en la lista francesa de La République en Marche. Inmediatamente se incorporó a la oficina del Primer Ministro francés, Édouard Philippe, como jefe de proyecto.
Es secretario general del Partido Demócrata Europeo desde 2021.